# Brugmansia rubella
Brugmansia rubella là loài thực vật có hoa trong họ Cà. Loài này được (Soff.) Moldenke mô tả khoa học đầu tiên năm 1943.